# Strongylognathus insularis
Strongylognathus insularis är en myrart som beskrevs av Baroni Urbani 1968. Strongylognathus insularis ingår i släktet Strongylognathus och familjen myror. IUCN kategoriserar arten globalt som sårbar. Inga underarter finns listade i Catalogue of Life.